# قلعه عضدی
قلعه عضدی یک روستا در ایران است که در دهستان حومه (شاهرود) واقع شده‌است. قلعه عضدی ۴۳ نفر جمعیت دارد.